# Катуар (станция)
Катуа́р — железнодорожная станция Савёловского направления Московской железной дороги в посёлке Некрасовский Дмитровского городского округа Московской области. Входит в Московско-Смоленский центр организации работы железнодорожных станций ДЦС-3 Московской дирекции управления движением. По основному характеру работы является промежуточной, по объёму работы отнесена к 4 классу.

## История
Своим названием станция Катуар обязана купцу и промышленнику французского происхождения — Льву Ивановичу Катуару. В начале XX века он владел керамическими заводами и пожертвовал свои средства на строительство станции. Катуар принимал активное участие в проектировании и строительстве Савёловского направления Московской железной дороги, за что его именем и была названа станция. Движение было открыто в 1900 году, а станция возникла год спустя.

## Транспортное сообщение
Станция Катуар расположена в 35 километрах от Савёловского вокзала. На станции одна пассажирская платформа островного типа.
Имеется прямое пассажирское сообщение со Смоленским (Белорусским) направлением.
Пассажирское сообщение осуществляется электропоездами. Самые дальние пункты беспересадочного сообщения (май 2015):
- В северном направлении: Савёлово, Дубна, Жёлтиково
- В западном направлении:
  - В направлении из Катуара: Бородино, Звенигород
  - В направлении в Катуар: Бородино, Звенигород, Усово

Автобусы следуют от станции в санаторно-курортную зону Аксаково на Учинском водохранилище через Сухарево, Троице-Сельцы, в Марфино через Ларёво, в военный санаторий «Марфино». На пристанционной площади — служба такси.